# Gaël Assumani
Pour les articles homonymes, voir Gaël.
Gaël Assumani, surnommé "Nyama na Etumba", est un boxeur professionnel congolais né le 29 mars 1995 à Nyakunde dans l’est de la République démocratique du Congo évoluant dans la catégorie des poids légers.

## Biographie

### Enfance
Gaël Assumani est né le 29 mars 1995 à Nyakunde, siège de la chefferie Andisoma des Bira, situé au sud-ouest de Bunia, dans le territoire d'Irumu. Fils de Assumani Ali Kambi et Sakina Atibu Ngoy, sa famille se réfugia en 1999 à Beni pendant la guerre tribale d'Ituri opposant les milices lendu (la Force de résistance patriotique de l'Ituri) et les hema sous le contrôle de l’armée ougandaise.

### Carrière professionnelle
Gaël Asumani devient champion de la République démocratique du Congo des poids légers le 28 novembre 2020 après sa victoire contre Abass Habamungu de la province du Sud-Kivu,,. Il remporte une nouvelle fois ce titre sur le ring en juin 2021 à Goma, après cinq rounds d’égalité parfaite et sanctionnés par des coups énormes de part et d’autre par K.O, face à Sylvain Muhindo,.

## Lire aussi
- Ilunga Makabu
- Cédric Kassongo
- Champions du monde poids lourds-légers de boxe anglaise